# Jeremy Gittins
Jeremy Gittins (ur. 30 stycznia 1956) – brytyjski aktor.

## Filmografia
- 2004: New Tricks jako Vic, na szybkiej randce
- 2001: Wpadka (Crush) jako Pan Horse
- 2000: Lekarze (Doctors) jako Matthew Carlton
- 1993: Stuck on you jako Mike
- 1992: Touch of Frost, A jako Marcus (2004)
- 1991: Lazarus & Dingwall jako Gary Bateman
- 1990-1995: Co ludzie powiedzą? (Keeping Up Appearances) jako Wikary
- 1990-1996: Upper Hand, The jako Pan Anderson
- 1989: Czarna Żmija 4 (Blackadder Goes Forth) jako Szeregowy Tipplewick
- 1988: Andy Capp jako Keith
- 1981-1984: Tenko jako Brian Thomas
- 1980-1983: Keep It In the Family jako Dave
- 1979-1988: Tales of the Unexpected jako Dominic
- 1963-1989: Doctor Who jako Lazlo